# Estación Villa Amelia
Villa Amelia es una estación ferroviaria ubicada en la localidad del mismo nombre, en el Departamento Rosario, Provincia de Santa Fe, República Argentina.

## Servicios
No presta servicios de pasajeros, solo de cargas. Sus vías corresponden al Ramal CC del Ferrocarril General Belgrano. Sus vías e instalaciones están a cargo de la empresa estatal Trenes Argentinos Cargas.